# Neoacasta fossata
Neoacasta fossata is een zeepokkensoort uit de familie van de Archaeobalanidae.